# Мизеров, Вадим Матвеевич

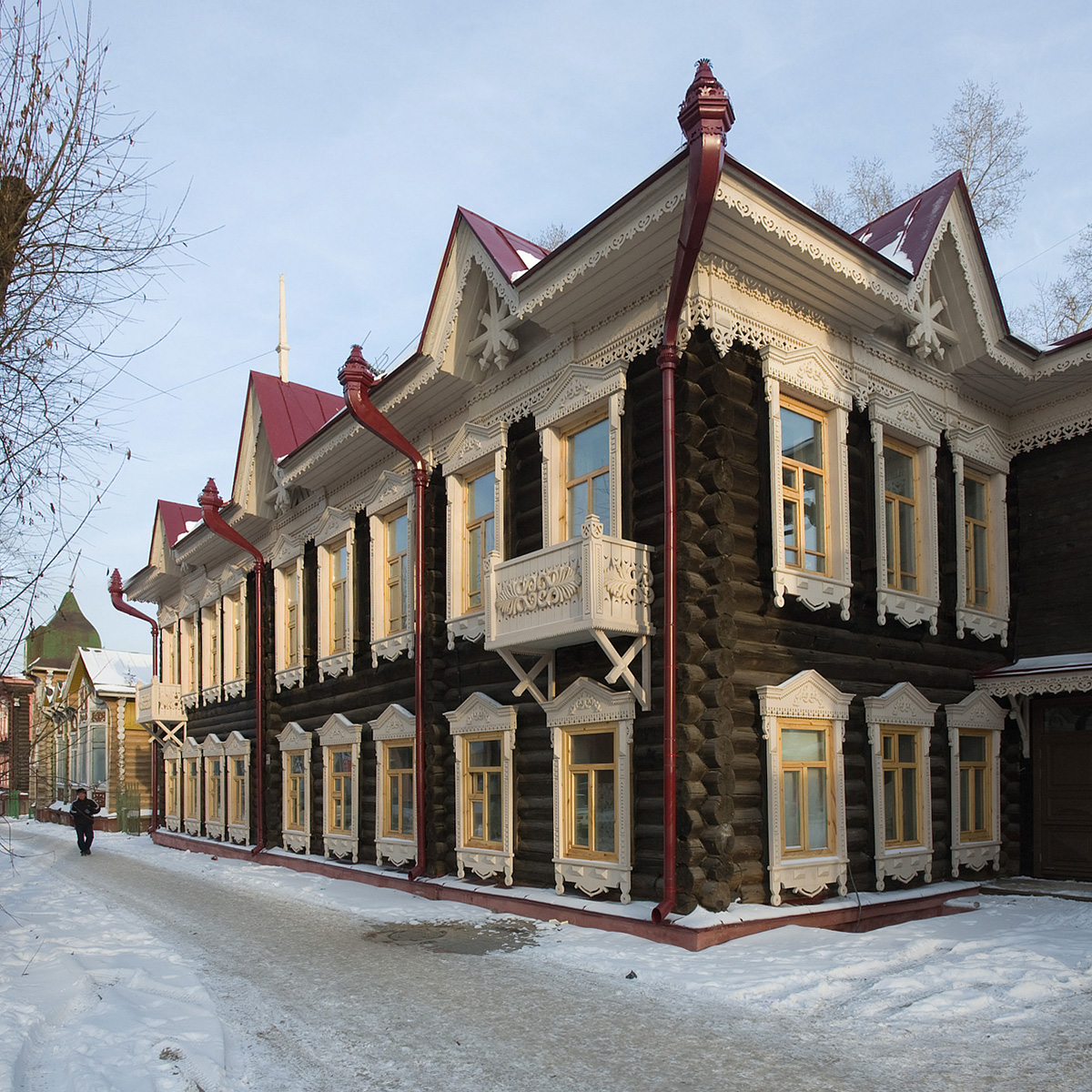
Дом, где жил В.М. Мизеров, г. Томск, ул. Гагарина, 44.

Вади́м Матве́евич Ми́зеров (4 [16] мая 1889, Красноуфимск, Пермская губерния — 21 ноября 1954, Томск) — русский советский художник.

## Биография
Вадим Мизеров родился 4 (16) мая 1889 года в городе Красноуфимске Красноуфимского уезда Пермской губернии, ныне город — административный центр Городского округа Красноуфимск Свердловской области. Сын крупного врача, доктора медицины (1907) Матвея Ивановича Мизерова (1854 — 1913), сына священника. Мать, Александра Петровна, занималась воспитанием детей. В семье было четыре сына и две дочери (Матвей, Вадим, Иван, Пётр, Тамара, Александра).
Отец оказал поддержку учащимся промышленного училища, высылаемым из города по политическим причинам, за что был уволен со службы в апреле 1907 года. Старший брат Вадима, Матвей Матвеевич, был студентом Санкт-Петербургской Императорской Военно-медицинской академии, эсером и женихом Е.П. Рогозинниковой. Она была казнена 18 (31) октября 1907 года за убийство начальника Главного тюремного управления А.М. Максимовского. В январе 1908 года в доме Матвея Ивановича был произведен обыск, где кроме нескольких запрещенных книг был обнаружен портрет Е.П. Рогозинниковой, украшенный цветами. После этого по приказу губернатора в июне 1909 года семья Мизеровых была выслана из Красноуфимска в город Уфу. Вадим учился в Красноуфимском промышленном училище, а закончил общетехническое образование в Тюменском реальном училище.
В 1909 году поступил и в 1913 году окончил с отличием Казанскую художественную школу, где учился сразу на 2 факультетах: архитектурном и живописно-педагогическом, получив звание техника по архитектуре и учителя рисования. Дипломная работа «Часовня для Томска» была отмечена премией I степени. Учился у Н. И. Фешина. 
С конца 1913 года по 1920 год жил в Кургане, преподавал рисование в гимназии. В 1919 году был мобилизован по призыву учителей, служил 2,5 месяца рядовым в 4-м Тюменском кадровом полку Русской армии адмирала Колчака, бежал при отступлении колчаковских войск. Младший брат Иван участвовал в Гражданской войне и умер от тифа в Сибири.
С 1920 года жил в Томске (возможно в город прибыл в составе отступающих частей Русской армии). Работал учителем рисования в школах I и II ступени, «преподавателем графических искусств» в Томском железнодорожном училище. Осенью 1922 года организовал в Томске детскую художественную студию, она располагалась на втором этаже дома № 14 по ул. Торговой (ныне — улица Вершинина, № 16), среди обучавшихся в студии были будущие Народный архитектор СССР Михаил Посохин, Народные художники РСФСР Алексей Либеров, Константин Залозный.
С октября 1923 года преподавал рисование на кафедре архитектуры Томского технологического института, куда был приглашён архитекторами Андреем Крячковым и Константином Лыгиным.
Возглавлял томский филиал возникшего в 1925 году в Ново-Николаевске общества «Новая Сибирь» (1925 — конец 1928). Участник Первой Всесибирской выставки живописи, скульптуры и архитектуры, на которой было представлено более семисот экспонатов семидесяти двух художников края. Большинство работ отражало «тему труда» — картины Вощакина «Шаманство над больным ребенком», Тютикова — «Партизаны», «Ленуголок», Мизерова — «Пары самогона», А. И. Иванова — «Грузчики», Андреева — «Чалдон», работы Петракова углём — «Отдых», «Бродячий китаец», акварель «Старый Красноярск», Беляева И. А. — «Мать», «Цветы», «Портрет», Корина Н. М. — «В декоративной мастерской», «Письмо с родины», Назарова И. Я. — «Портрет» и «Портрет мальчика», Солодовникова В. И. — «Вечер», «Осень», «Утро» и «Этюдами». Как руководитель творческого объединения совершил поездки: летом 1924 года — в художественные музеи Москвы и Ленинграда, летом 1926 года — на Алтай, летом 1927 года — на рудники и шахты Кемерово.
После разделения в 1930 году Томского технологического института на несколько вузов архитектурно-строительный факультет вошел в состав Сибирского строительного института. В 1930 году был избран на должность исполняющего обязанности доцента, работал до 1933 года. В 1933 году Сибирский инженерно-строительный институт прекратил работу в Томске, из него образовался Новосибирский инженерно-строительный институт. Вадим Матвеевич отказался уезжать из Томска и был уволен.
С сентября 1934 года по август 1935 года работал в должности и. о. доцента на геолого-почвенно-географическом факультете Томского государственного университета и по совместительству учителем рисования в горно-металлургическом техникуме. В 1935 году, после введения рисования в число обязательных предметов учебного плана, он был зачислен на должность старшего преподавателя на кафедру начертательной геометрии и графики Томского индустриального института, где работал до 1 апреля 1946 года. Летом 1937 года совершил творческую поездку на Алтай. В 1937 году подал документы на присвоение ученого звания доцента, квалификационная комиссия по присуждению степеней и званий в решении от 19 апреля 1938 года отказала в этом «ввиду отсутствия научных работ, эквивалентных кандидатской диссертации, и отсутствия высшего образования». В 1942 году был переведен на должность преподавателя, а в 1944 году — на должность ассистента кафедры. С октября 1945 года работал на 0,5 ставки.
В 1940-х возглавил художественную студию при томском Доме учёных. 
В годы Великой Отечественной войны выпускал агитационные плакаты «Окна ТАСС». Был хорошим охотником, долгое время членом бюро охотничьей стрелковой секции. Руководство области старалось использовать любые источники улучшения продовольственного снабжения города. В.М.Мизеров с апреля по июнь 1942 года на основании постановления горкома ВКП(б) был откомандирован в составе бригады охотников для отстрела дичи. С мая по октябрь 1943 года находился в Нарымском округе с комплексной экспедицией института экспериментальной медицины при ТГУ для исследования эпидемических очагов.
С 1946 года член Союза художников СССР. 14 января  1946 года было принято постановление: «для объединения творческих работников изобразительного искусства и обеспечения дальнейшего его развития, создать в Томске Оргбюро Союза Советских художников Томской области». В состав оргбюро был включен и В.М. Мизеров. С 1946 года до последних дней своей жизни Вадим Матвеевич работал как творческий художник в Союзе советских художников г. Томска.
До весны 1953 года преподавание в детской студии при Доме ученых.
Жил в Томске на улице Равенства (ныне улице Гагарина), 44.
Работы в собрании Томского областного художественного музея (144 работы, в т.ч. «Академик А. Г. Савиных за работой» (1947, диплом Комитета по делам искусства при Совете министерства РСФСР) и др), Томского областного краеведческого музея имени М. Б. Шатилова (46 работ), Новосибирской картинной галереи (25 работ), музеев Иркутска и Красноярска.
Вадим Матвеевич Мизеров умер 21 ноября 1954 года в городе Томске Томской области. Причиной смерти официально указали некую болезнь, однако кончина художника стала следствием пыток и избиений в отделе МВД города Томска, когда его задержали по подозрению (так и не подтвердившемуся) в причастности к смерти его друга. Как потом установили, причиной гибели его друга был несчастный случай. Похоронен на Южном кладбище города Томска.

## Оценки творчества
Вадим Матвеевич обладал редким талантом художника и, прежде всего, секретом и необыкновенным мастерством чистой акварели. Кроме того, велика его заслуга в передаче молодым своего большого опыта и знаний в художественной студии. Был период в юношестве, когда для меня сибирский художник Мизеров был почти кумиром. Внешность у него была именно такой, каким я представлял себе настоящего художника: крупные черты лица, удлинённые густые волосы, тёмная блуза в виде толстовки с большим бантом на шее и какая-то спокойная, с достоинством постановка фигуры и выразительной головы— Михаил Посохин.

## Награды
- Медаль «За доблестный труд в Великой Отечественной войне 1941—1945 гг.»
- Диплом Комитета по делам искусств при Совете Министров РСФСР, 1947 год, за картину «Портрет академика Савиных за работой»

## Память
- Большая выставка работ, о которой был снят сюжет в кинохронику «Сибирь на экране», была выставлена в залах Томского областного краеведческого музея в 1959 году.[10]
- Персональные выставки: Томск, 1968, 1989, 2010; Омск, 1998.

## Семья
В 1910 году в Казани он женился на выпускнице женской гимназии Анне Михайловне, урождённой Ядрышниковой (1891—1927). Сын Борис (род. 1915), участник Великой Отечественной войны, младший лейтенант, командир минометного взвода, был ранен и уволен в запас по инвалидности; затем сотрудник Института геологии и геофизики Сибирского отделения Академии Наук.
Вторая жена (с 1927) Валентина Михайловна Гладкова. У ней от первого брака сын Юрий, младший лейтенант, погиб на фронте.